# Save Rock and Roll
Save Rock and Roll (gọi tắt là Save Rn'R) là album phòng thu thứ năm của ban nhạc rock Mỹ Fall Out Boy. Nó được sản xuất bởi Butch Walker và phát hành ngày 12 Tháng Tư 2013, thông qua Island Records. Vào ngày 15 tháng 10, album đã được tái phát hành với PAX AM Days, một đĩa mở rộng ban nhạc ghi âm một thời gian ngắn sau khi phát hành Save Rock and Roll.
Sau khi dừng việc lưu diễn và tạm biệt fan hâm mộ sau album phòng thu thứ tư Folie à Deux các thành viên của Fall Out Boy đã quyết định nghỉ ngơi vào cuối năm 2009. Trong thời gian gián đoạn, mỗi thành viên trong nhóm theo đuổi lợi ích âm nhạc cá nhân. Ban nhạc cảm thấy nó cần thiết để giảm sức ép và kiềm chế không đề cập đến thời gian gián đoạn "chia tay", thừa nhận sự trở lại có thể có trong tương lai.
Save Rock and Roll đứng vị trí số một trên US Billboard 200 với 154.000 bảng trong tuần bán hàng đầu tiên, trở thành album thứ hai của ban nhạc đạt vị trí số 1. Đĩa đơn đầu tiên, "My Songs Know What You Did in the Dark (Light Em Up)" đã đạt được ba chứng nhận bạch kim tại Mỹ và nằm trên bảng xếp hạng trên toàn thế giới. Rolling Stone mô tả sự trở lại của ban nhạc như một "sự phục hưng tuyệt đẹp". Ban nhạc đang trong quá trình quay phim và phát hành video âm nhạc cho tất cả các ca khúc trong album trong series mang tên The Young Blood Chronicles.

## Danh sách bài hát
Tất cả các ca khúc được viết và sáng tác bởi Andy Hurley, Patrick Stump, Joe Trohman và Pete Wentz, trừ trường hợp ghi nhận.
| STT              | Nhan đề                                                | Sáng tác                                                   | Thời lượng |
| ---------------- | ------------------------------------------------------ | ---------------------------------------------------------- | ---------- |
| 1.               | "The Phoenix"                                          |                                                            | 4:04       |
| 2.               | "My Songs Know What You Did in the Dark (Light Em Up)" | Hurley, Stump, Trohman, Wentz, Butch Walker, John Hill     | 3:08       |
| 3.               | "Alone Together"                                       |                                                            | 3:23       |
| 4.               | "Where Did the Party Go"                               |                                                            | 4:03       |
| 5.               | "Just One Yesterday" (featuring Foxes)                 |                                                            | 4:04       |
| 6.               | "The Mighty Fall" (featuring Big Sean)                 | Hurley, Stump, Trohman, Wentz, Walker, Hill, Sean Anderson | 3:32       |
| 7.               | "Miss Missing You"                                     |                                                            | 3:30       |
| 8.               | "Death Valley"                                         |                                                            | 3:46       |
| 9.               | "Young Volcanoes"                                      |                                                            | 3:24       |
| 10.              | "Rat a Tat" (featuring Courtney Love)                  | Hurley, Stump, Trohman, Wentz, Courtney Love               | 4:02       |
| 11.              | "Save Rock and Roll" (featuring Elton John)            |                                                            | 4:41       |
| Tổng thời lượng: | Tổng thời lượng:                                       | Tổng thời lượng:                                           | 41:37      |

PAX Am Days là album các bài hát ngắn,đính kèm với Save Rock and Roll và được sử dụng trong phim The Young Blood Chronicles.

Album này phát hành xen kẻ vào năm 2013 để quảng bá cho Save Rock and Roll
| PAX AM Edition disc 2 | PAX AM Edition disc 2                              | PAX AM Edition disc 2 |
| STT                   | Nhan đề                                            | Thời lượng            |
| --------------------- | -------------------------------------------------- | --------------------- |
| 1.                    | "We Were Doomed From the Start (The King is Dead)" | 1:35                  |
| 2.                    | "Art of Keeping Up Disappearances"                 | 1:03                  |
| 3.                    | "Hot to the Touch, Cold on the Inside"             | 1:24                  |
| 4.                    | "Love, Sex, Death"                                 | 1:23                  |
| 5.                    | "Eternal Summer"                                   | 1:45                  |
| 6.                    | "Demigods"                                         | 1:50                  |
| 7.                    | "American Made"                                    | 1:38                  |
| 8.                    | "Caffeine Cold"                                    | 2:41                  |
| Tổng thời lượng:      | Tổng thời lượng:                                   | 13:19                 |

| Japanese bonus track | Japanese bonus track                                                    | Japanese bonus track                                      | Japanese bonus track |
| STT                  | Nhan đề                                                                 | Sáng tác                                                  | Thời lượng           |
| -------------------- | ----------------------------------------------------------------------- | --------------------------------------------------------- | -------------------- |
| 12.                  | "My Songs Know What You Did in the Dark (Light Em Up)" (2 Chainz remix) | Hurley, Stump, Trohman, Wentz, Walker, Hill, Tauheed Epps | 3:31                 |

| Japanese deluxe DVD | Japanese deluxe DVD                                                  | Japanese deluxe DVD |
| STT                 | Nhan đề                                                              | Thời lượng          |
| ------------------- | -------------------------------------------------------------------- | ------------------- |
| 1.                  | "My Songs Know What You Did in the Dark (Light Em Up)" (music video) | 3:08                |
| 2.                  | "Track by track commentary"                                          |                     |

- "Save Rock and Roll" contains an interpolation of the band's own song "Chicago Is So Two Years Ago", which appeared in their album Take This to Your Grave.[3]

## Bảng xếp hạng thành tích
| BXH (2013)                               | Vị trí cao nhất |
| ---------------------------------------- | --------------- |
| Album Úc (ARIA)                          | 2               |
| Album Áo (Ö3 Austria)                    | 10              |
| Album Bỉ (Ultratop Vlaanderen)           | 41              |
| Album Bỉ (Ultratop Wallonie)             | 60              |
| Album Đan Mạch (Hitlisten)               | 27              |
| Album Hà Lan (Album Top 100)             | 48              |
| Album Phần Lan (Suomen virallinen lista) | 37              |
| Album Pháp (SNEP)                        | 25              |
| Album Đức (Offizielle Top 100)           | 15              |
| Album New Zealand (RMNZ)                 | 2               |
| Album Na Uy (VG-lista)                   | 40              |
| Album Tây Ban Nha (PROMUSICAE)           | 67              |
| Album Thụy Sĩ (Schweizer Hitparade)      | 31              |
| US Billboard 200                         | 1               |
| US Billboard Rock Albums                 | 1               |
| US Billboard Digital Albums              | 1               |
| US Billboard Alternative Albums          | 1               |

| Quốc gia                                  | Chứng nhận | Số đơn vị/doanh số chứng nhận |
| ----------------------------------------- | ---------- | ----------------------------- |
| Canada (Music Canada)                     | Gold       | 40.000^                       |
| Anh Quốc (BPI)                            | Silver     | 60.000^                       |
| ^ Chứng nhận dựa theo doanh số nhập hàng. |            |                               |

## Lịch sử phát hành
| Khu vực    | Ngày                | Nhãn           | Định dạng                   |
| ---------- | ------------------- | -------------- | --------------------------- |
| Úc/châu Âu | 12 tháng 4 năm 2013 | Island Records | Digital download, CD, vinyl |
| Anh        | 15 tháng 4 năm 2013 | Island Records | Digital download, CD, vinyl |
| Hoa Kỳ     | 16 tháng 4 năm 2013 | Island Records | Digital download, CD, vinyl |